# Tomoo Kudaka
Tomoo Kudaka (født 14. marts 1963, død 22. september 1999) var en japansk fodboldspiller.
Han har spillet for flere forskellige klubber i sin karriere, herunder Gamba Osaka og Cerezo Osaka.